# Кабаре

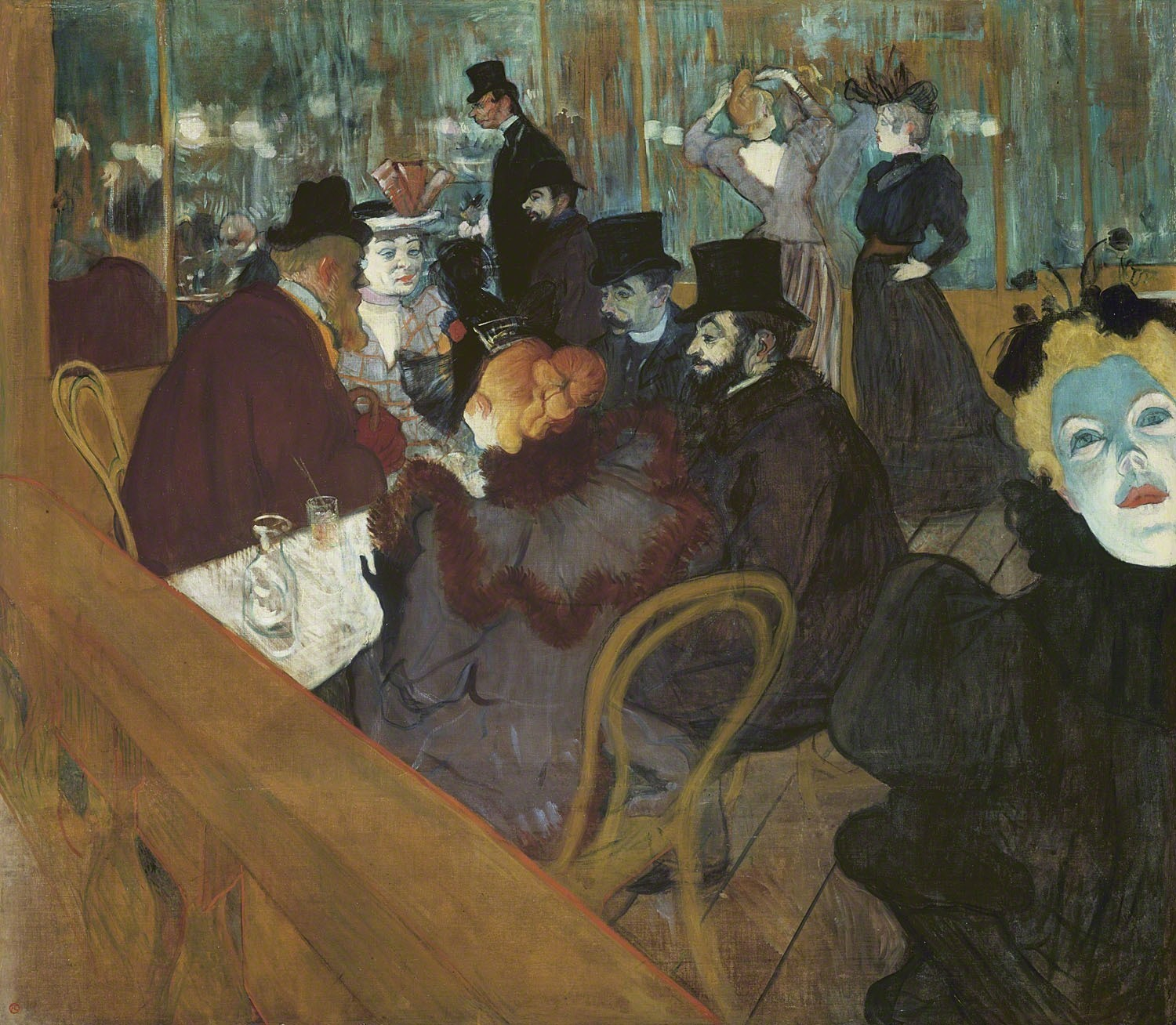
В Мулен Ружі Анрі Тулуз-Лотрек, 1892

Кабаре (фр. cabaret) — невеликий розважальний заклад з певною художньо-розважальною програмою, яка складається зі співу пісень шансон, одноактних п'єс, скетчів, танцювальних номерів, об'єднаних виступами конферансьє.

## Історія
Кабаре має французьке походження. Етимологічно прийнята поширена думка, що слово «кабаре» походить від пікардійського (одна з романських мов Північної Франції) слова «cabret», яке перекладається як «маленька кімната» або як «заклад, що обслуговує напоями». Однак існує більш правдоподібна версія, що це слово з'явилося в XIV сторіччі в мові ойль (романська мова Північної Галлії), як валлонський термін, який Жан Дені за підтримки Антуан-Ісаака Сильвестра де Сасі виводить від арабського слова خربات (хабарат), що означає «місце проституції» і «місце, де рікою ллються алкогольні напої». Інший арабський корінь, خمارات (хаммарат), означає «таверна» - цю думку висловлює Антуан-Полен Піан. Перше кабаре "Чорний кіт" (Le Chat noir) було засноване в 1881 році Родольфом Салісом (Rodolphe Salis) на вулиці Монмартр в Парижі. Деяким чином до виникнення кабаре у франції причетний Луї Наполеон (Louis Napoleon), який став імператором Франції в 1852 році і заборонив розспівувати традиційні пісні шансон у громадських місцях, тобто на ярмаркових площах і багатолюдних вулицях міст. Новим притулком для шансоньє стають cafe-chantan або cafe-cabaret. Родольф Саліс запрошує для виступів у своєму кабаре професійних, талановитих поетів і музикантів, що робить його кабаре надзвичайно популярним. У наступні роки подібні кабаре виникають не тільки в Парижі, але й по всій Франції. Слід особливо зазначити кабаре Мірмільтон (Mirmilton) Арістіда Брюана (Aristide Bruant), у якім черпав своє натхнення знаменитий художник Тулуз-Лотрек.
1901 року відкрилося перше німецьке кабаре в Берліні. Теоретиком заснування кабаре в Німеччині став Отто Юліус Бірбаум. Відкрив же перше кабаре Buntes Theater або ж Ueberbrettl Еріх Людвіг барон Фон Вольцоген. Великий вплив на першовідкривачів німецького кабаре мали філософські ідеї Фрідріха Ніцше. І Бірбаум, і Вольцоген мріяли створити новий вид розважальних закладів, зі сцени якого вони могли б виховувати "надлюдину".